# Scalabis hebe
Scalabis hebe är en insektsart som beskrevs av Ronald Gordon Fennah 1954. Scalabis hebe ingår i släktet Scalabis och familjen sköldstritar. Inga underarter finns listade i Catalogue of Life.